# Спілка визволення фінських народностей
Справа «Спілки визволення фінських народностей» (рос. Дело «Союза освобождения финских народностей» (СОФИН)) — сфабрикований ОДПУ процес над провідними культурними діячами фіно-угорських народів.

## Історія
На думку історика К. І. Куликова, справа Спілки визволення фінських народностей була інспірована для придушення невдоволення національною політикою СРСР та для підготовки провокацій проти Фінляндії.
Арешти у справі проводилися у 1932—1933 роках, безпосередньо після процесів Спілки визволення України, Спілки визволення Білорусі й паралельно справам панмонголістів, сибірських тюрків та ін.
У справі Спілки було заарештовано 28 людей — провідних письменників і науковців Удмуртії, Комі та Марій Ел. Серед репресованих були удмуртський поет Кузебай Герд, філолог комі Василь Литкін, марійський письменник Сергій Чавайн, засновник державності комі Дмитро Батієв.

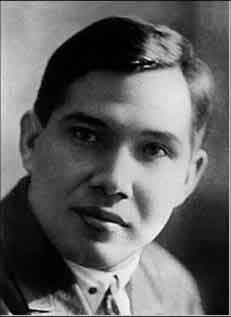
Кузебай Герд
Василь Литкін
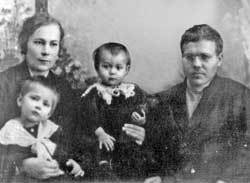
Дмитро Батієв

## Звинувачення

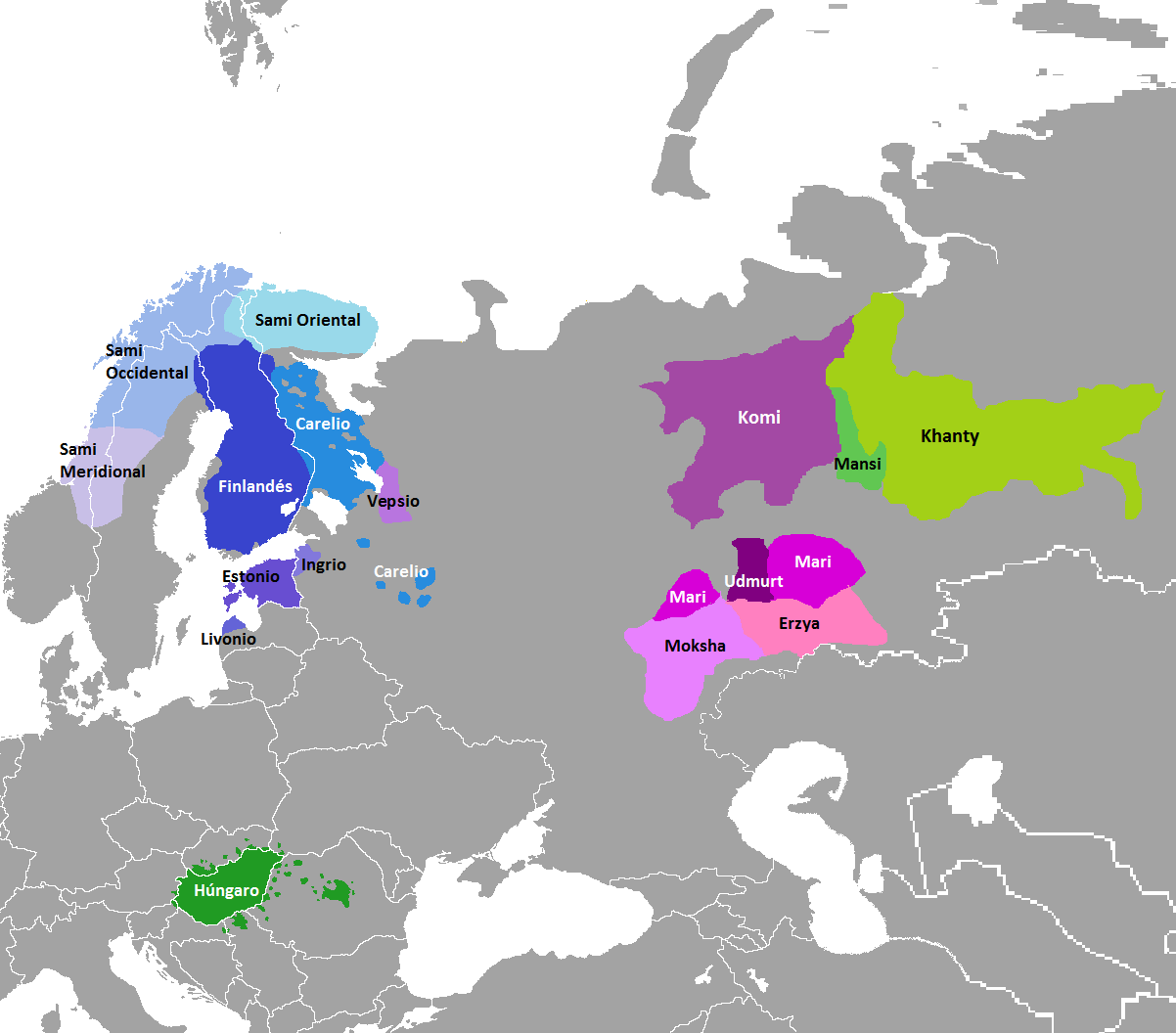
Фіно-угорські народи. На карті не показана територія проживання самодійських народів, зокрема ненців, які жили на узбережжі Північного океану, і також входили у сферу інтересів фінських іредентистів, як і територія Архангельської області.

У обвинувальному висновку стверджувалося, що Спілка начебто була створена Кузебаєм Гердом на завдання фінських та естонських «інтервенціоністських кіл». Як стверджували фальсифікатори справи, Спілка мала підняти збройне повстання з ціллю відокремлення фіно-угорських автономій від СРСР та створення «Єдиної фіно-угорської федерації з демократичною формою правління».
Були зазначені такі завдання Спілки:

## Подальші репресії
У Мордовії тільки у справі «Мордовського блоку правих троцькістів і націоналістів» було засуджено близько ста державних та громадських діячів, у 1936 були репресовані співробітники удмуртських газет. Найбільшого масштабу репресії набули у 1937—1938 роках: окрім масових арештів та розстрілів, з національних шкіл було вилучено приблизно 80 % літератури.

## Реабілітація засуджених
Більшість засуджених було реабілітовано після смерті Сталіна у 1956—1958 роках.
Ряд репресованих шануються зараз як національні герої.